# Ронки (Падова)
Ронки је насеље у Италији у округу Падова, региону Венето.
Према процени из 2011. у насељу је живело 933 становника. Насеље се налази на надморској висини од 20 м.